# Davide Di Gennaro
Davide Di Gennaro (* 16. Juni 1988 in Mailand) ist ein italienischer Fußballspieler, der seit Februar 2022 bei Taranto FC 1927 unter Vertrag steht.

## Karriere

### Verein
Davide Di Gennaro begann seine Karriere in der Jugendabteilung der AC Mailand. Der Mittelfeldakteur debütierte am 20. Mai 2007 im Heimspiel gegen Udinese Calcio in der Serie A. Er schaffte es in Mailand nicht sich in die erste Mannschaft zu spielen und wurde für die Saison 2007/08 zum damaligen Zweitligisten FC Bologna verliehen. Dort gehörte er zum Stammkader und erhielt viele Einsätze. Bei seinem sechsten Ligaeinsatz für Bologna am 3. November 2007 im Auswärtsspiel beim FC Modena erzielte Di Gennaro seinen ersten Treffer. Im Sommer 2008 wurde ein Transfergeschäft zwischen der AC Mailand und dem CFC Genua bekannt gegeben. Der Genueser Angreifer Marco Borriello wechselte nach Mailand, im Austausch erhielt Genua die Transferrechte von Di Gennaro. Er absolvierte am 1. Spieltag der Saison 2008/09 seine einzige Partie für Genua und wurde daraufhin bis zum Saisonende an den Ligakonkurrenten Reggina Calcio verliehen.
Der Mittelfeldspieler zählte bei Reggina zu den Leistungsträgern und erzielte am 8. Februar 2009 im Giuseppe-Meazza-Stadion gegen den AC Mailand sein erstes Tor in der Serie A. Die Partie endete schließlich 1:1-Unentschieden. Zum Saisonende erwarben die Mailänder die Transferrechte an Di Gennaro zurück. Nach einer Verletzung verpasste er den Auftakt der Saison 2009/10 und fiel anschließend noch mehrere Monate aus.
Am 29. Januar 2010 gab der AC Mailand die Ausleihe der Mittelfeldakteurs bis zum Saisonende an die AS Livorno bekannt. Er debütierte für Livorno am 6. Februar 2010 im Heimspiel gegen Juventus Turin, als er in der 85. Minute für den Angreifer Claudio Bellucci eingewechselt wurde. Für die Saison 2010/11 wurde er an den Zweitligisten Calcio Padova verliehen.

### Nationalmannschaft
Di Gennaro durchlief seit der U-16 alle Jugendauswahlen Italiens und wurde im Jahr 2007 von Nationaltrainer Pierluigi Casiraghi erstmals in den Kader der italienischen U-21 Auswahl berufen, für die er am 18. November 2008 in der Partie gegen Deutschland debütierte. Im Jahr 2009 wurde er in drei weiteren Partien der U-21 eingesetzt, konnte dabei jedoch keinen Torerfolg verbuchen.

## Erfolge
- Italienischer Zweitligameister: 2013/14
- Italienischer Supercupsieger: 2017